# ドメニコ・モンレオーネ
ドメニコ・モンレオーネ（Domenico Monleone , 1875年1月4日 ジェノヴァ - 1942年1月15日 ジェノヴァ）は、イタリアのオペラ作曲家、指揮者。ピエトロ・マスカーニの名作オペラ「カヴァレリア・ルスティカーナ」と同原作・同名のオペラを作曲、上演禁止となったことで歴史にその名前を残した。

## 人物・来歴
ドメニコ・モンレオーネはジェノヴァ音楽院でバイオリンを学び、その後ミラノ音楽院でルイジ・マペッリに師事し、1895年に卒業した。同年ジェノヴァで指揮者としてデビュー、1901年までドイツ、オランダ、コンスタンティノープル、アテネ、ウィーンで、それ以降はイタリア国内で活動した。
父のレオナルド・モンレオーネ（Leonardo Monleone, ? - 1906）はジェノヴァ市立音楽学校（後のジェノヴァ音楽院）の教師で、作曲家、指揮者、楽器販売、コンサート企画者など多才な音楽家としてジュゼッペ・ヴェルディから尊敬されたほどであった。弟のジョヴァンニ・モンレオーネ（Giovanni Monleone, 1879 - 1947）は詩人で、ドメニコのオペラ作品の全ての台本を提供した。

## もう一つの「カヴァレリア・ルスティカーナ 」
1903年、ソンゾーニョ音楽出版社主催の第4回一幕物のオペラ作曲コンクールに際し、1890年に開催された第2回の同コンクールで圧倒的な第1位を獲得したピエトロ・マスカーニの「カヴァレリア・ルスティカーナ」と同じジョヴァンニ・ヴェルガの原作に基づき、もう一つの「カヴァレリア・ルスティカーナ」を作曲、提出した。コンクール事務局は著作権に関して問題が提起されたため、これを失格とした。
オランダの興行主ミヒール・デ・ホント（Michiel De Hondt）が、この落選したモンレオーネの「カヴァレリア・ルスティカーナ」に興味を持ち、1907年にアムステルダム国民宮殿で初演した。この公演は成功を収め、同年フランス、ハンガリー、オーストリア、アテネ、コンスタンティノープル、ロンドンで合計25回公演された。この際、全ての公演はマスカーニとセットで（CAVA×CAVA）として上演された。また同年7月10日トリノのヴィットリオ・エマヌエーレ劇場、同月20日にはジェノヴァで再演され、それぞれ大成功を収めた。
ここでマスカーニとソンゾォーニョ出版社は、ヴェルガ、モンレオーネとミラノの出版社プッチョを著作権侵害で訴えた。結果はマスカーニの完勝で、モンレオーネの「カヴァレリア・ルスティカーナ」はこれ以降上演禁止となった。
モンレオーネは別の台本に、彼のカヴァレリア・ルスティカーナの音楽を改作、「ハヤブサの回転木馬」（La giostra dei falchi）として1914年フィレンツェで上演した。

### 蘇演を巡る動き
モンレオーネの「カヴァレリア・ルスティカーナ」は上記の理由で長い間上演が禁止されていたが、1996年に著作権侵害の対象であるマスカーニの著作権が切れたことから蘇演されている。1997年アルバニアのティラナ放送交響楽団、2001年フランスのモンペイエ交響楽団、2006年ハンガリーのブダペスト春期音楽祭で、それぞれ演奏会形式で上演された。
2024年5月5日　日本橋オペラが日本橋劇場に於いて日本初演（舞台上演）を行なった。演出・サントゥッツァ／福田祥子、指揮／佐々木修、ピアノ／追川礼章、トゥリッドゥ／村上敏明、アルフィオ／寺田功治、ヌンツィア／巌淵真理、ローラ／森井美貴、ブラジ／川ノ上 聡

## 主要作品

### オペラ
- カヴァレリア・ルスティカーナ Cavalleria rusticana、1907年5月2日、アムステルダム
- ボッカッチョの物語 Una novella del Boccaccio、1909年5月26日、ジェノヴァ[注釈 1]
- 英雄的な夜明け Alba eroica、1910年5月5日、ジェノヴァ
- アラベスカ Arabesca、1913年11月3日、ローマ
- ハヤブサの回転木馬 La giostra dei falchi（1プロローグと1幕のメロドラマ – 新しい台本によるカヴァレリア・ルスティカーナの音楽）［上記参照］、1914年2月18日、ヴェルディ劇場（フィレンツェ）
- 帰営の合図 Suona la ritirata、1916年5月23日、ミラノ
- ウグイス Fauvette、1926年2月3日、ジェノヴァ
- ミステリー Il Mistero、1921年5月7日、フェニーチェ劇場（ヴェネツィア）、1934年にトリノで改訂
- スケウッジョ・カンパーナ Scheuggio Campaña[注釈 2]、1928年、ジェノヴァ
- レンブラント作「夜警」La ronda di notte del Rembrandt、1933年、ジェノヴァ
- 結婚式の夜 Notte di nozze、1940年9月17日、ベルガモ